# Luís Maristany de Trias
Luís Maristany de Trias (Barcelona, 1885 — Porto Alegre, Brasil, 19 de maig de 1964) va ser un pintor, dissenyador i professor que exercí la seva professió a Amèrica del Sud a començaments del segle xx.
Va abandonar la Facultat d'Enginyeria Naval on estudiava per ingressar a l'Escola de Belles Arts de Barcelona, i va ser deixeble d'Alejandro Ferrant, Santiago Rusiñol i Pere Borrell. Guanyà el seu primer premi als 17 anys, al Saló de Belles Arts de Barcelona, cosa que li va permetre un any d'estudis a París.
Al voltant de 1906 es va traslladar a Amèrica del Sud amb la seva família, que s'instal·là a Buenos Aires fins al 1937. Durant aquesta època va retornar diverses vegades a Europa i presentà la seva obra en exposicions a diverses ciutats de l'Argentina, Xile, Montevideo i Rio de Janeiro, i també a Espanya i Itàlia. Exposà els seus «paisajes, al óleo, de mariposeante pincelada»a les Galeries Dalmau, de Barcelona, a finals de 1926.
Casat amb la pintora Amélia Pastro el 1922, s'establí a Rio Grande do Sul, on va retratar els molls de Guaíba, els carrers i els afores de Porto Alegre i, doncs, va documentar la història de la ciutat, en imatges com El pont de pedra, que reprodueixen antigues escenes de la capital.
Després de naturalizar-se brasiler, el 1938, va rebre la invitació del professor Tasso Corrêa, llavors director de l'Institut de Belles Arts de Porto Alegre, per ocupar les càtedres d'Anatomia Artística i Paisatge. Així, va dedicar gran part de la seva vida a l'ensenyament i es va revelar com un òptim professor, admirat pels alumnes i companys, entre els quals Ângelo Guido, João Fahrion, Fernando Corona, José Lutzenberger i Benito Castañeda. Va participar en els Salons organitzats per l'Institut de Belles Arts i al 1940 guanyà el premi Barão de Santo Ãngelo, amb la seva obra Vendedores de Laranjas - Navegantes.
Luís Maristany de Trias té obra exposada al MAM, a la Pinacoteca Aldo Locatelli, a la Pinacoteca Barão do Santo Ângelo i al Museu de Arte do Rio Grande do Sul Ado Malagoli (MARGS). I també en col·leccions privades com la Galeria Casa Arte i la col·lecció d'Amélia-Alice Maristany de Trias.